# 519 v.Chr.
Het jaar 519 v.Chr. is een jaartal volgens de christelijke jaartelling.

## Gebeurtenissen

### China
- Jing Wang wordt koning van de Zhou-dynastie.

### Griekenland
- Koning Cleomenes I (519 - 487 v.Chr.) bestijgt de troon van Sparta.
- Athene sluit een alliantie met de stadstaat Plataeae tegen Thebe.

## Geboren
- Xerxes I (~519 v.Chr. - ~465 v.Chr.), koning van Perzië